# Nejtrestanější hráč na ZOH
Nejtrestanější hráč ZOH je udělované ocenění pro hráče s největším počtem trestných minut na ZOH.
| Rok                         | Vítěz               | Minuty |
| ZOH 1992                    | Patrice Brasey      | 26     |
| ZOH 1994                    | Róbert Švehla       | 26     |
| ZOH 1998                    | Petr Svoboda        | 39     |
| ZOH 2002                    | Daniel Kunce        | 43     |
| ZOH 2006                    | Tony Tuzzolino      | 32     |
| ZOH 2010                    | Joni Pitkänen       | 29     |
| ZOH 2014                    | Alexander Bonsaksen | 8      |
| ZOH 2018                    | Michal Čajkovský    | 31     |
| ZOH 2022                    | Lucas Wallmark      | 10     |
| Zdroj na eliteprospects.com |                     |        |